# .es

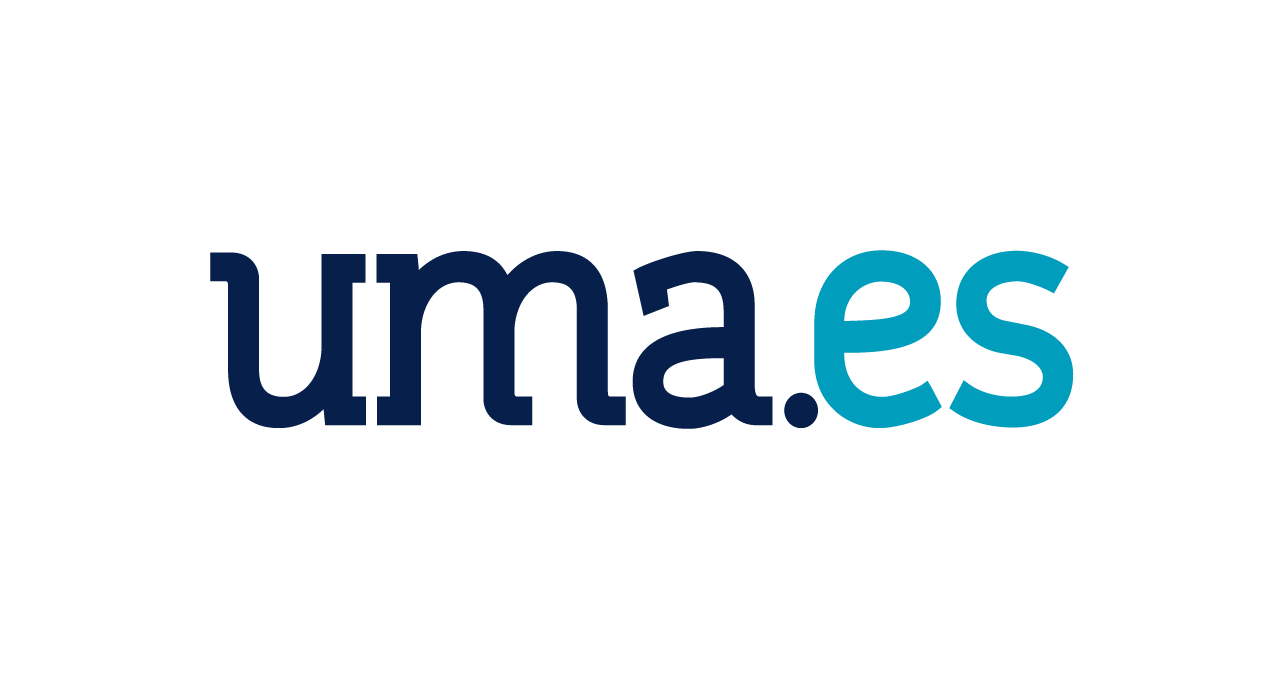

.es는 스페인의 인터넷 국가 코드 최상위 도메인이다.
등록은 2차 도메인이나 다양한 일반 2차 도메인 범주 아래의 3차 도메인 수준에서 허용된다. 3차 도메인 등록에는 자신이 속한 2차 도메인에 따라 일부 자격 및 제한 사항이 적용된다. 2차 도메인 등록에는 등록자에게 스페인과의 연결을 요구하는 것을 포함하여 몇 가지 제한 사항이 있었지만 이러한 제한 사항은 2005년 말까지 완료된 다단계 프로세스를 통해 해제되었으며, 이 시점에서 .es의 2차 도메인 등록은 전 세계 사용자에게 개방되었다.
.es 도메인에는 포트 43에서 작동하는 기존 WHOIS 서버가 없지만 ESNIC 웹 사이트의 페이지를 사용하여 WHOIS 쿼리를 수행할 수 있다.

## 2차 도메인
또한 다음과 같은 여러 가지 2차 도메인도 존재한다.
- .com.es - 모든 지원자에게 공개됨(상업 단체용)
- .nom.es - 모든 지원자에게 공개됨(개인 이름용)
- .org.es - 모든 지원자에게 공개됨(비영리 조직용)
- .gob.es - 정부 기관용
- .edu.es - 교육 기관용